# Tonic (groupe)
Pour les articles homonymes, voir Tonic.
Tonic est un groupe américain de rock alternatif, originaire de Los Angeles, en Californie. Les membres suivants sont Dan Lavery, Kevin Shepard et Dan Rothchild. Le groupe signe un contrat d'enregistrement en 1995 et sort son premier album Lemon Parade en 1996. Le single If You Could Only See atteint la 11e place du Billboard Airplay Hot 100 en 1997, et Lemon Parade lui-même est certifié disque de platine. 

## Histoire

### Débuts
Tonic est formé par Emerson Hart et le guitariste Jeff Russo, des amis d'enfance séparés depuis longtemps qui se sont croisés par hasard dans une salle de billard de Los Angeles, en Californie, en 1993,. Ils commencent rapidement à collaborer à l'écriture de la musique, et ajoutent rapidement ajouté le bassiste Dan Rothchild, qu'ils rencontrent dans une salle nommée The Kibitz Room. Le dernier ajout au groupe est le batteur Kevin Shepard, recruté dans une salle de L.A. nommée Masker's Cafe.
Hart déclare plus tard que le premier choix pour le nom du groupe était Radio Flyer, mais en apprenant que ce nom n'était pas disponible, il a choisi Tonic à la place (le groupe a plus tard fait référence au terme Radio Flyer dans leur chanson Top Falls Down). Le groupe nouvellement formé donne des concerts dans la région de Los Angeles avant de signer son premier contrat d'enregistrement professionnel en 1995. Gagnant la réputation d'un groupe « sans relâche », Tonic donne plus de 300 concerts en moins de deux ans, entre le milieu et la fin des années 1990.
En collaboration avec le producteur Jack Joseph Puig, Tonic sort son premier album Lemon Parade le 15 juillet 1996,. Le critique musical Shawn M. Haney dit de l'album qu'il fait, « dans son ensemble, le plein de son lourd et distordu de Tonic, avec des guitares qui font d'eux ce qu'ils sont ». Les singles pour les chansons Open Up Your Eyes et If You Could Only See sortent respectivement en 1996 et 1997. Le single If You Could Only See reçoit l'honneur d'être la chanson la plus jouée par Rock Radio en 1997, et l'album Lemon Parade atteint le statut de disque de platine. Des vidéos musicales sont créées pour les chansons Open Up Your Eyes, If You Could Only See et Soldier's Daughter. L'album Lemon Parade reste 57 semaines au Billboard 200, atteignant la 28e place la semaine du 2 août 1997. En février 2003, le nombre total d'albums vendus par Lemon Parade s'élève à 1,3 million.
Dan Lavery remplace Rothchild à la basse en décembre 1996, et à la même époque, le batteur Shepard cesse son activité à plein temps avec le groupe pour des raisons familiales et personnelles. L'année 1997 marque la première contribution du groupe à une bande-son, avec l'enregistrement de la chanson Eyes of Sand pour la bande-son de Scream 2. Poursuivant leur travail sur les bandes-son de films en 1998, Tonic enregistre la chanson Flower Man pour The X-Files : The Album, et reprend la chanson Everybody's Talkin' pour la bande-son de Clay Pigeons,. Tonic reprend également la chanson Second Hand News pour l'album Legacy : A Tribute to Fleetwood Mac's Rumours. Le groupe termine l'année 1998 en contribuant une version live de la chanson Open Up Your Eyes à l'album caritatif Live in the X Lounge. Le 1er mars 1999, le groupe sort le CD Live and Enhanced, désormais épuisé, qui comprenait une version acoustique de If You Could Only See et le clip inédit de Soldier's Daughter. En 2000, Tonic autorise la sortie de leur chanson Mean to Me, tirée de leur album Sugar, en tant que single de la bande originale du film Gossip de la Warner Bros. Le groupe apparaît dans le clip de la chanson, qui présente des clips du film ainsi que des acteurs du film, qui semblent interagir avec le groupe via une webcam pendant qu'ils interprètent la chanson. 

### Pause
Alors que leur album Head on Straight, sorti en 2002, compte 34 000 exemplaires vendus en février 2003, le groupe reçoit en 2003 deux nominations aux Grammy Awards, l'une pour la meilleure performance rock par un duo ou un groupe avec voix pour Take Me As I Am, et l'autre pour le meilleur album rock,. Alors que l'activité du groupe commence à diminuer, ils participent à la croisière annuelle The Rock Boat sur le thème de la musique, s'y produisant par exemple en 2004. La routine des tournées constantes au cours des sept années précédentes a raison du groupe, et chaque membre a besoin d'un peu d'espace.
Tonic est mis en pause à partir de 2004, les trois membres commencent à travailler sur d'autres projets non associés à Tonic. Hart publie un album solo intitulé Cigarettes and Gasoline le 17 juillet 2007 Russo fait partie du groupe Low Stars, qui sort un CD éponyme en 2007. Lavery écrit des chansons pour des projets tels que les longs métrages La Passion du Christ et Elektra, et commence à jouer de la basse en tournée pour The Fray en mars 2007.

### Retour
La première information vérifiable annonçant le retour de Tonic remonte à novembre 2008, avec l'annonce de Russo, membre du groupe, confirmant de nouvelles dates de tournée et un prochain album studio « On prévoit de se réunir pour écrire de nouveaux morceaux », déclare Russo. « Ces six derniers mois environ, nous en avons parlé. Nous avons fait des choses différentes ces six dernières années, et nous avons tous décidé que le rock nous manquait. ».
Officiellement de nouveau actif, Tonic donne son premier concert ensemble depuis de nombreuses années le 16 septembre 2008 à Antioch, dans l'Illinois. Dans le cadre de la tournée 2009 du groupe, une compilation des plus grands succès intitulée A Casual Affair: The Best of Tonic sort. L'album comprend des versions live des chansons Irish et Sugar en plus d'une version acoustique de You Wanted More. Novembre 2009 marque l'intégration du groupe dans le jeu vidéo Band Hero, avec le morceau If You Could Only See jouable dans le jeu.
Après le début de l'année 2010, Tonic annonce que son quatrième album studio éponyme, Tonic, sortirait le 4 mai 2010. L'album est principalement enregistré sur une période d'un mois à l'automne 2009 aux Conway Studios à Hollywood. Pete Maloney poursuit également son association de longue date avec le groupe en jouant de la batterie sur l'album. L'album est produit conjointement par Tonic et Nathaniel Kunkel, avec le morceau Release Me choisi comme premier single de l'album. Une visite promotionnelle des coulisses des Conway Studios animée par Emerson Hart est mise à disposition sur la boutique Tonic d'Amazon et sur YouTube à l'époque.

### Depuis 2011
Le groupe continue activement ses tournées en 2011. En mars 2016, Tonic annonce qu'à l'occasion du 20e anniversaire de Lemon Parade, le groupe utiliserait le financement direct des fans via le site web PledgeMusic pour enregistrer et sortir une version entièrement acoustique de cet album. Cette plateforme de financement permet aux acheteurs de précommander l'album sous différents formats, marquant ainsi la première commercialisation d'un album de Tonic au format vinyle. Parmi les autres avantages et articles offerts par le groupe, il y a des pages de paroles manuscrites permettant à l'acheteur de choisir un titre de l'album, l'accès à des vidéos exclusives et des mises à jour de contenu montrant les coulisses du processus créatif, et même une offre d'achat d'un concert privé du groupe.
En 2021, le groupe est encore actif par intermittence, chacun de ses membres continuant de connaître le succès individuellement. Russo remporte notamment l'Emmy de la meilleure composition musicale pour une mini-série, un film ou un spécial (bande-son de film) en 2017 pour son travail continu sur la bande-son de Fargo, et Hart sort son album solo, 32 Thousand Days, en 2019. Pendant la pandémie de Covid-19, le groupe collabore à l'enregistrement de nouveaux morceaux. Avec l'évolution constante de l'industrie musicale, il devient de plus en plus courant pour les artistes de publier périodiquement des singles numériques indépendants, notamment sur les plateformes de streaming musicales populaires comme Spotify et Amazon Music. À cette fin, Tonic sort son premier single inédit le 12 février 2021, intitulé To Be Loved, suivi peu après par la sortie de son premier clip vidéo en près de 20 ans, avec la sortie du clip officiel des paroles du morceau. Peu de temps après, la sortie de If You Could Only See (25th Anniversary) sort comme single.

## Discographie

### Albums studio
- 1996 : Lemon Parade
- 1999 : Sugar
- 2002 : Head on Straight
- 2010 : Tonic
- 2016 : Lemon Parade Revisited